# Radošina
Radošina este o comună slovacă, aflată în districtul Topoľčany din regiunea Nitra. Localitatea se află la altitudinea de 192 m deasupra n.m., se întinde pe o suprafață de 27,67 km2 și în 2017 număra 1.948 de locuitori.

## Istoric
Localitatea Radošina este atestată documentar din 1277.

## Demografie
| An:                | 1994 | 2004   | 2014   | 2024   |
| ------------------ | ---- | ------ | ------ | ------ |
| Număr de persoane: | 2025 | 1975   | 1963   | 1855   |
| Diferență:         |      | −2,46% | −0,60% | −5,50% |

| An:                | 2023 | 2024   |
| ------------------ | ---- | ------ |
| Număr de persoane: | 1862 | 1855   |
| Diferență:         |      | −0,37% |